# Big School
Big School est une série télévisée britannique de 12 épisodes créée par David Walliams et diffusée entre le 16 août 2013 et le 10 octobre 2014 sur la BBC One. La série a connu deux saisons de 6 épisodes chacune, mais il a été officiellement annoncé en juillet 2015 que la série ne serait pas renouvelée pour une troisième saison.
La série se passe dans un collège en Angleterre, Greybridge School, et a pour objet la relation humoristique entre les différents professeurs.

## Distribution

### Personnages principaux

#### Membres du personnel
- Frances de la Tour : Mme Margaret Baron, principale du collège
- Jocelyn Jee Esien : Daphné, secrétaire de direction
- Catherine Tate : Mlle Sarah Postern, professeur de français
- Joanna Scanlan : Mme Janine Klebb, professeur de théâtre
- Steve Speirs : M. Gareth Barber, professeur de géographie puis concierge[2]
- David Walliams : M. Keith Church, professeur de chimie
- James Greene : M. John Hubbles, professeur de chimie[3]
- Daniel Rigby : M. Luke Martin, professeur d'éducation musicale
- Philip Glenister : M. Trevor Gun, professeur d'éducation physique et sportive

#### Élèves récurrents
- Jovian Wade : Manyou
- Matthew Fenton : Nicholas
- Georgia Thompson : Beyoncé
- Jack Carroll : Dean (saison 2, épisode 5)

### Personnages secondaires
- Julie T. Wallace : Pat, assistante du laboratoire de chimie (saison 1)
- Cheryl Fergison : Jo, assistante du laboratoire de chimie (saison 2)
- Jimmy Akingbola : Dr Dalton, professeur-remplaçant de géographie (saison 2, épisode 2)

## Liste des épisodes

### Saison 1 (2013)

#### Épisode 1
- Royaume-Uni : 16 août 2013 sur BBC One

- Royaume-Uni : 5,28 millions de téléspectateurs (première diffusion)

#### Épisode 2
- Royaume-Uni : 23 août 2013 sur BBC One

- Royaume-Uni : 4,50 millions de téléspectateurs (première diffusion)